# Gabriele Theiss

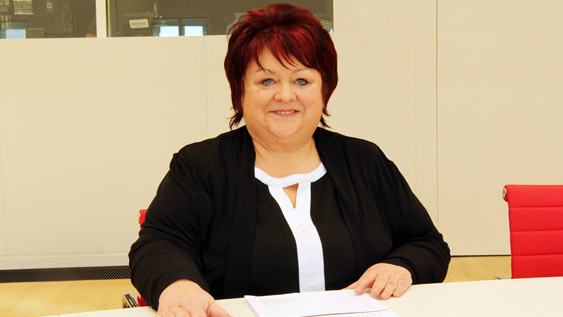
Gabriele Theiss

Gabriele Theiss (* 28. September 1959 in Guteborn) ist eine deutsche Politikerin (SPD) und ehemalige Abgeordnete im Landtag Brandenburg.
Von 1966 bis 1976 besuchte Theiss die Polytechnische Oberschule, danach studierte sie am Institut für Lehrerbildung Cottbus in der Fachrichtung Grundschullehrer. Von 1980 bis 1991 arbeitete sie als Pionierleiterin. Von 1992 bis 2010 war sie Schulleiterin der Grundschule Guteborn.
Im Jahr 1997 trat Theiss in die SPD ein. 1998 wurde sie Mitglied des Kreistages Oberspreewald-Lausitz und im gleichen Jahr ehrenamtliche Bürgermeisterin der Gemeinde Schwarzbach. Am 3. Januar 2011 trat sie in den brandenburgischen Landtag ein. Sie rückte für den ausgetreten Abgeordneten Rainer Speer nach. Nach der Landtagswahl in Brandenburg 2014 schied sie aus dem Landtag aus. Seit dem 6. Januar 2016 saß sie bis 2019 als nachgerückte Abgeordnete für den verstorbenen Klaus Ness erneut für die SPD im Brandenburger Landtag.

## Wahlkreis
Der Landtagswahlkreis Oberspreewald-Lausitz I, für den Theiß im Landtag saß, umfasst die Städte Lauchhammer und Schwarzheide, die Gemeinde Schipkau sowie die Ämter Ortrand und Ruhland.

## Funktionen im Landtag Brandenburg
- Petitionsausschuss
- Ausschuss für Bildung, Jugend und Sport